# Підрудянська сільська рада
Підрудянська сільська рада (Підрудська сільська рада) — колишня адміністративно-територіальна одиниця та орган місцевого самоврядування у Овруцькому районі Коростенської і Волинської округ, Київської й Житомирської областей Української РСР та України з адміністративним центром у с. Підруддя.

## Населені пункти
Сільській раді були підпорядковані населені пункти:
- с. Підруддя
- с. Колосівка
- с. Яцковичі

## Населення
Кількість населення ради станом на 1923 рік становила 2 347 осіб, кількість дворів — 470.
Відповідно до результатів перепису населення СРСР, кількість населення ради, станом на 12 січня 1989 року, становила 1 419 осіб.
Станом на 5 грудня 2001 року, відповідно до перепису населення України, кількість мешканців сільської ради становила 1 145 осіб.

## Склад ради
Рада складалася з 12 депутатів та голови.

### Керівний склад сільської ради
| ПІБ                        | Основні відомості                                                                                    | Дата обрання | Дата звільнення |
| -------------------------- | --- | ------------ | --------------- |
| Подзігун Петро Миколайович | Сільський голова, 1957 року народження, освіта, член Комуністичної партії України                    | 26.03.2006   | 31.10.2010      |
| Подзігун Петро Миколайович | Сільський голова, 1957 року народження, освіта середня спеціальна, член Комуністичної партії України | 31.10.2010   |                 |

Примітка: таблиця складена за даними джерела

## Історія
Створена 1923 року в складі сіл Боговичі (згодом — Колосівка), Залужжя, Лукішки, Нагорні, Підруддя, Телятичі і хутора Яцковичі Гладковицької волості та с. Острів Велико-Фосенської волості Овруцького повіту Волинської губернії. 7 березня 1923 року включена до складу новоствореного Овруцького району Коростенської округи. 23 лютого 1924 року, відповідно до рішення Волинської ГАТК (протокол № 7/2 «Про зміни в межах округів, районів і сільрад», села Залужжя та Лукішки підпорядковані Швабівській (згодом — Зарічанська) сільській раді Овруцького району. Станом на 1 жовтня 1941 року с. Нагорні не значилося на обліку населених пунктів.
Станом на 1 вересня 1946 року сільська рада входила до складу Овруцького району Житомирської області, на обліку в раді перебували села Колесівка, Острів, Підруддя та Яцковичі.
2 вересня 1954 року, відповідно до рішення Житомирського облвиконкому № 1087 «Про перечислення населених пунктів в межах районів Житомирської області», підпорядковано с. Прилуки Гладковицької сільської ради Овруцького району. 5 березня 1959 року, відповідно до рішення Житомирського ОВК № 161 «Про ліквідацію та зміну адміністративно-територіального поділу окремих сільських рад області», до складу ради включено села Залужжя, Заріччя та Кам'янське ліквідованої Зарічанської сільської ради Овруцького району. 27 лютого 1961 року, відповідно до рішення Житомирського облвиконкому № 152 «Про проведення змін в адміністративно-територіальному поділі районів області», села Залужжя та Кам'янське об'єднані із с. Заріччя. Станом на 1 березня 1961 року с. Телятичі не значилося на обліку населених пунктів.
На 1 січня 1972 року сільська рада входила до складу Овруцького району Житомирської області, на обліку в раді перебували села Заріччя, Колосівка, Острів, Підруддя, Прилуки та Яцковичі.
12 серпня 1974 року, відповідно до рішення Житомирського ОВК № 342 «Про зміни в адміністративно-територіальному поділі окремих районів області в зв'язку з укрупненням колгоспів», с. Прилуки передане до складу Руднянської сільської ради Овруцького району. 17 січня 1977 року, відповідно до рішення Житомирського ОВК № 24 «Про питання адміністративно-територіального поділу окремих районів області», с. Заріччя підпорядковане Шоломківській сільській раді, с. Острів — Великофоснянській сільській раді Овруцького району.
Ліквідована 9 листопада 2017 року через об'єднання до складу Овруцької міської територіальної громади Овруцького району Житомирської області.